# Павлович, Милош (автогонщик)
Ми́лош Па́влович (серб. Милош Павловић/Miloš Pavlović), родился 8 октября 1982 года в Белграде) – сербский автогонщик.

## Биография

### Картинг
Гоночная история Милоша началась летом 1991 в возрасте 9 лет. Всего через год он стал двукратным чемпионом Югославии по картингу. У него было желание показать свой талант на международной сцене, в 1993 он переехал в Италию, где лучше всего в мире развит картинг. В самом первом сезоне Милош стал региональным чемпионом Италии, также заработал второе место в Зимнем Кубке.
В 1994 он стал вице-чемпионом Европы в Браге (Португалия). В Португалии он стал обладателем поул-позиции и установил рекорд трассы. Он выиграл все квалификационные гонки и пре-финал.
После этих гонок популярный картинговый журнал "Vroom" опубликовал статью о Милоше. Журналист Анжело Нарди написал во вступлении следующее:
"Наши неустанные поиски чемпионов продолжаются. На этот раз мы намереваемся нарушать покой Павловича, талант, который появился в нашем чемпионате совсем недавно. Даже несмотря на его биографию, которая уже полна гонками и победами, его огромный потенциал ещё полностью не раскрыт. И это лишь вопрос времени. В Браге он полностью показала свои способности, 'Милош Великолепный' появился."
На мировом чемпионате в Италии он был квалифицирован вторым. Он выиграл предфинальную гонку и занял третье место в основной.
Милош Павлович заработал международную автоспортивную славу в 1996, когда он стал самым молодым в истории победителем гонки "Трофей Айртона Сенны" в Японию. В этой гонке Джорджо Пантано пришёл вторым, вслед за ним был Дженсон Баттон. Когда 30,000 зрителей выражали овации победителю, Милош сказал следующее: "Это самая ценная моя победа, но также одна из самых сложных. В финальной гонке я стартовал пятым и полным решимости победить. Я провёл великолепный старт, и половину гонки удерживал второе место. Лидировал Джорджо Пантано, я решил следовать за ним вплоть до последнего круга. И у меня это хорошо получилось!"
Глава команды Милоша, известный инженер "Rotax" Мауро Вилья, выступил со следующем заявлением: "Милош обыграл лучших гонщиков мира, чтобы вы могли ценить свои успехи сами по себе. 	
Кроме того, он был самым молодым гонщиком на старте, и теперь ясно, каким будет его будущее."
Позже он получил приглашение от Международной Автомобильной Федерации (ФИА) на участие в гонке в Париже, где лучшие картинговые гонщики сражались с пилотами Формулы-1.

### Формула-Воксхолл
В течение 1997 он провёл тесты в разных формульных сериях. Он окончил школу гонщиков Джима Рассела в Формуле-Воксхолл в Англии. Он выиграл гонку в Донингтон Парке и начал новую фазу своей карьеры.
В 1998 Павлович решил принять участие в юниорском чемпионате Формулы-Воксхолл в Великобритании. Тем не менее, из-за нехватки финансов он провёл 12 из 16 гонок в сезоне. В этой одной из-за самых сложных серий такого рода он завершил сезон на 10 месте. Он показывал результаты с четвёртого по восьмое место.
В 1999 Милош решил провести ещё один сезон в британском чемпионате Формулы-Воксхолл, где он потерял кличку "Юниор". Он заработал две поул-позиции, две победы и три других финиша на подиуме. Он потерял свой чемпионский титул из-за проблем с коробкой передач на трассе Тракстон. Это была единственная гонка, в которой Милош не финишировал и не смог заработать не единого очка. Сезон завершил на четвёртом месте со 109 очками.

### Формула-3
Он перешёл в Формулу-3 в 2000, в Британский чемпионат. Его менеджер подобрал ему команду-дебютанта. Также он дебютировал с новым типом двигателя Opel-Speiss. Но команда не могла обеспечить успех Милошу. За пять этапов он ни разу не добрался до финиша. Милош набрал 41 очко и одиннадцатое место в чемпионате.
В дополнение к четырнадцати гонкам в Великобритании он принял участие в четырёх международных соревнованиях: Еврокубок Гран-при в По (Франция),  Формула-3 Мастерс в Зандвоорт (Нидерланды), Гран-при Макао (Макао), Гран-при Кореи' (Республика Корея). В еврокубке он финишировал седьмым.
В 2002 Милош решил принять участие в чемпионате Итальянской Формулы-3. Ему досталась отличная команда – Target Racing, которая позволяла сражаться за титул. Милош убедительно завоевал чемпионский титул: у него было 5 поул-позиций, 5 побед, 3 вторых места и он пролидировал 77.4% всей гоночной дистанции сезона. В награду за свои успехи он получил суперлицензию, которая позволяет принимать участие в Формуле-1.

### Мировая Серия Рено

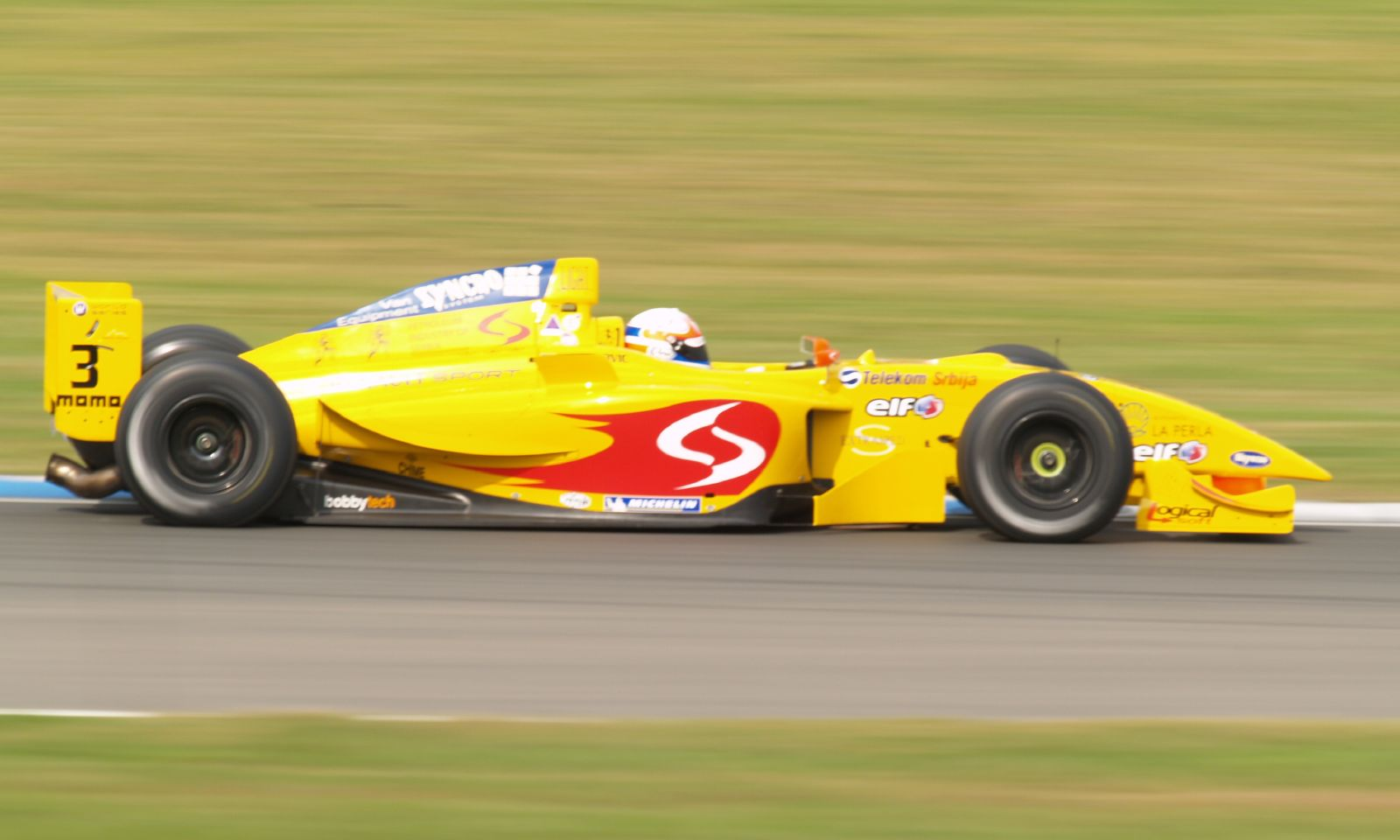
Павлович за рулём Draco Racing на этапе в Донингтон Парке в сезоне 2007 Мировой Серии Рено

В 2005 он сделал следующий шаг, чтобы приблизиться к выступлениям в Формуле-1. Но у него не было бюджета на команду. И он менял их вплоть до 2007 года.
В 2007 ему помогли его способности, Милош финишировал на подиуме каждый этап. Милош заработал 96 очков и третье место в свой финальный год выступлений в этой серии.

### GP2
В 2008 Милош покинул Draco и Мировую Серию для участия GP2. Он подписал контракт с BCN Competicion на постоянное выступление в сезоне GP2 и GP2 Asia. Тем не менее, BCN уволила его из команды ради Карлоса Яконелли после шести гонок выступлений в основной серии.

### Формула-2
В 2009 Павлович перешёл в возрождённую серию ФИА Формула-2 и выступает под номером 25.

### Чемпионат мира FIA GT1
Павлович дебютировал в чемпионате мира FIA GT1 в 2011 году, выступая за команду Belgian Racing вместе с чехом Мартином Мацке. Команда заняла 12 место в Абу-Даби и 11-е место в Золдере, после чего Павловича заменили в команде на француза Антуана Леклерка.
В 2012 году Милош Павлович вернулся в FIA GT1, подписав контракт с командой Sunred Engineering.

### Lamborghini Blancpain Super Trofeo
В 2014 году Павлович присоединился к итальянской гоночной команде Bonaldi Motorsport в серии Lamborghini Super Trofeo. Вместе с Эдоардо Пископо Павлович выиграл оба чемпионата Европы и мира в дивизионе Pro. Гонщики стали первым дуэтом, завоевавшим этот титул
В 2015 году Милош Павлович выступал в классе Pro-Am европейского дивизиона, победив на трассе Поль Рикар.

### ADAC GT Masters
В 2016 году Павлович присоединился к команде Bonaldi в ADAC GT Masters. Вместе с Патриком Куялой, он трижды занимал призовые места и набрал в общей сложности семь очков.

## Результаты выступлений

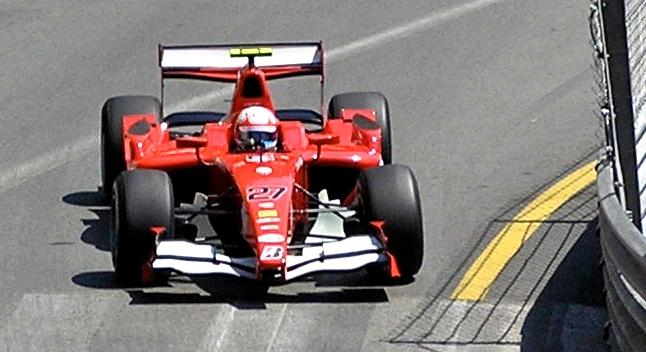
Павлович за рулём BCN Competicion на этапе в Монако в сезоне 2008 GP2.

### Гоночная карьера
- 2008 – GP2 и GP2 Asia
- 2007 – Третье место – Мировая Серия Рено (2 победы, 2 подиума, 2 быстрых круга)
- 2006 – Мировая Серия Рено
- 2005 – Мировая Серия Рено (1 подиум)
- 2004 – Чемпион – World Series Light Championship (9 поул-позиций, 7 побед, 3 подиума и 7 быстрых кругов)
- 2003 – Третье место – World Series Light Championship (1 поул-позиция, 6 подиумов и 3 быстрых круга)
- 2002 – Чемпион – Итальянская Формула-3 (5 поул-позиций, 5 побед, 3 подиума и 4 быстрых кругов)
- 2000 – Седьмое место – Европейская Формула-3, 11-е место – Британская Формула-3
- 1999 – Четвёртое место – Британская Формула-Воксхолл (2 поул-позиции, 2 победы и 3 подиума)
- 1998 – Десятое место – Британская Формула-Воксхолл (участие в 12 из 16 гонок)
- 1997 – Победитель of the final Formula Vauxhall Junior race at Donington
- 1996 – Чемпион – Победитель мировогого кубка "Трофей Айтртона Сенны" (Formula A class)
- 1994 – Третье место – Мировой чемпионат по картингу (100 Junior class), второе место – Европейский чемпионат по картингу (100 Junior class)
- 1993 – Чемпион –  Региональный чемпионат по картингу (100 Junior class)
- 1992 – Чемпион – Югославский национальный чемпионат по картингу (100 Junior Class), Чемпион – Югославский национальный чемпионат по картингу (Mini Kart)
- 1991 – Чемпион – Югославский картинговый чемпионат

### Результаты выступлений в GP2
| Легенда к таблице |                                                                    |
| --- | ------------------------------------------------------------------ |
| В таблице перечислены результаты всех гонок, в которых принимал участие гонщик. Строками таблицы являются сезоны, столбцами — этапы соревнований. В каждой клетке указаны сокращённое название этапа и результат, дополнительно обозначенный цветом. Расшифровка обозначений и цветов представлена в нижеследующей таблице. |                                                                    |
| \| Пример \| Описание \| \| ------------ \| ------------------------------------------------------------------ \| \| 1 \| Победитель \| \| 2 \| Второе место \| \| 3 \| Третье место \| \| 5 \| Финишировал, заработав очки \| \| Сход \| Не финишировал, но при этом заработал очки \| \| 12 \| Финишировал, не получив очков \| \| НКЛ \| Финишировал, но не попал в финальную классификацию \| \| 15 \| Участвовал вне зачёта, либо по отдельной классификации \| \| 18 \| Не финишировал, но попал в финальную классификацию \| \| Сход \| Не финишировал \| \| НКВ \| Не прошёл квалификацию \| \| НПКВ \| Не прошёл предквалификацию \| \| ДСК \| Дисквалифицирован \| \| ИСК \| Исключён из протокола соревнований \| \| ТТ \| Заявлен для участия только в тренировках \| \| НС \| Участвовал в квалификации, но не стартовал в гонке \| \| Т \| Травмирован или болен \| \| ОТК \| Отказ от участия \| \| НТР \| Прибыл на соревнования, но на трассу не выезжал \| \| НПР \| Был заявлен в числе участников, но не прибыл к началу соревнований \| \| О \| Соревнования отменены \| \| \| Не участвовал \| \| Поул-позиция \| \| \| Быстрый круг \| \| |                                                                    |
| Пример | Описание                                                           |
| 1 | Победитель                                                         |
| 2 | Второе место                                                       |
| 3 | Третье место                                                       |
| 5 | Финишировал, заработав очки                                        |
| Сход | Не финишировал, но при этом заработал очки                         |
| 12 | Финишировал, не получив очков                                      |
| НКЛ | Финишировал, но не попал в финальную классификацию                 |
| 15 | Участвовал вне зачёта, либо по отдельной классификации             |
| 18 | Не финишировал, но попал в финальную классификацию                 |
| Сход | Не финишировал                                                     |
| НКВ | Не прошёл квалификацию                                             |
| НПКВ | Не прошёл предквалификацию                                         |
| ДСК | Дисквалифицирован                                                  |
| ИСК | Исключён из протокола соревнований                                 |
| ТТ | Заявлен для участия только в тренировках                           |
| НС | Участвовал в квалификации, но не стартовал в гонке                 |
| Т | Травмирован или болен                                              |
| ОТК | Отказ от участия                                                   |
| НТР | Прибыл на соревнования, но на трассу не выезжал                    |
| НПР | Был заявлен в числе участников, но не прибыл к началу соревнований |
| О | Соревнования отменены                                              |
| | Не участвовал                                                      |
| Поул-позиция |                                                                    |
| Быстрый круг |                                                                    |

| Год  | Команда         | 1        | 2        | 3          | 4        | 5        | 6        | 7     | 8     | 9     | 10    | 11    | 12    | 13    | 14    | 15    | 16    | 17    | 18    | 19    | 20    | ЛЗ | Очки |
| ---- | --------------- | -------- | -------- | ---------- | -------- | -------- | -------- | ----- | ----- | ----- | ----- | ----- | ----- | ----- | ----- | ----- | ----- | ----- | ----- | ----- | ----- | -- | ---- |
| 2008 | BCN Competición | ИСП 1 НС | ИСП 2 12 | ТУЦ 1 Сход | ТУЦ 2 16 | МОН 1 НС | МОН 2 НС | ФРА 1 | ФРА 2 | ВЕЛ 1 | ВЕЛ 2 | ГЕР 1 | ГЕР 2 | ВЕН 1 | ВЕН 2 | ЕВР 1 | ЕВР 2 | БЕЛ 1 | БЕЛ 2 | ИТА 1 | ИТА 2 | 32 | 0    |

### Результаты выступлений в GP2 Asia
| Легенда к таблице |                                                                    |
| --- | ------------------------------------------------------------------ |
| В таблице перечислены результаты всех гонок, в которых принимал участие гонщик. Строками таблицы являются сезоны, столбцами — этапы соревнований. В каждой клетке указаны сокращённое название этапа и результат, дополнительно обозначенный цветом. Расшифровка обозначений и цветов представлена в нижеследующей таблице. |                                                                    |
| \| Пример \| Описание \| \| ------------ \| ------------------------------------------------------------------ \| \| 1 \| Победитель \| \| 2 \| Второе место \| \| 3 \| Третье место \| \| 5 \| Финишировал, заработав очки \| \| Сход \| Не финишировал, но при этом заработал очки \| \| 12 \| Финишировал, не получив очков \| \| НКЛ \| Финишировал, но не попал в финальную классификацию \| \| 15 \| Участвовал вне зачёта, либо по отдельной классификации \| \| 18 \| Не финишировал, но попал в финальную классификацию \| \| Сход \| Не финишировал \| \| НКВ \| Не прошёл квалификацию \| \| НПКВ \| Не прошёл предквалификацию \| \| ДСК \| Дисквалифицирован \| \| ИСК \| Исключён из протокола соревнований \| \| ТТ \| Заявлен для участия только в тренировках \| \| НС \| Участвовал в квалификации, но не стартовал в гонке \| \| Т \| Травмирован или болен \| \| ОТК \| Отказ от участия \| \| НТР \| Прибыл на соревнования, но на трассу не выезжал \| \| НПР \| Был заявлен в числе участников, но не прибыл к началу соревнований \| \| О \| Соревнования отменены \| \| \| Не участвовал \| \| Поул-позиция \| \| \| Быстрый круг \| \| |                                                                    |
| Пример | Описание                                                           |
| 1 | Победитель                                                         |
| 2 | Второе место                                                       |
| 3 | Третье место                                                       |
| 5 | Финишировал, заработав очки                                        |
| Сход | Не финишировал, но при этом заработал очки                         |
| 12 | Финишировал, не получив очков                                      |
| НКЛ | Финишировал, но не попал в финальную классификацию                 |
| 15 | Участвовал вне зачёта, либо по отдельной классификации             |
| 18 | Не финишировал, но попал в финальную классификацию                 |
| Сход | Не финишировал                                                     |
| НКВ | Не прошёл квалификацию                                             |
| НПКВ | Не прошёл предквалификацию                                         |
| ДСК | Дисквалифицирован                                                  |
| ИСК | Исключён из протокола соревнований                                 |
| ТТ | Заявлен для участия только в тренировках                           |
| НС | Участвовал в квалификации, но не стартовал в гонке                 |
| Т | Травмирован или болен                                              |
| ОТК | Отказ от участия                                                   |
| НТР | Прибыл на соревнования, но на трассу не выезжал                    |
| НПР | Был заявлен в числе участников, но не прибыл к началу соревнований |
| О | Соревнования отменены                                              |
| | Не участвовал                                                      |
| Поул-позиция |                                                                    |
| Быстрый круг |                                                                    |

| Год  | Команда         | 1        | 2        | 3       | 4          | 5       | 6        | 7        | 8        | 9       | 10         | ЛЗ | Очки |
| ---- | --------------- | -------- | -------- | ------- | ---------- | ------- | -------- | -------- | -------- | ------- | ---------- | -- | ---- |
| 2008 | BCN Competición | ОАЭ 1 10 | ОАЭ 2 14 | ИНЗ 1 6 | ИНЗ 2 Сход | МАЗ 1 7 | МАЗ 2 12 | БАХ 1 19 | БАХ 2 15 | ОАЭ 1 8 | ОАЭ 2 Сход | 16 | 6    |

### Результаты выступлений в Формуле-2
| Легенда к таблице |                                                                    |
| --- | ------------------------------------------------------------------ |
| В таблице перечислены результаты всех гонок, в которых принимал участие гонщик. Строками таблицы являются сезоны, столбцами — этапы соревнований. В каждой клетке указаны сокращённое название этапа и результат, дополнительно обозначенный цветом. Расшифровка обозначений и цветов представлена в нижеследующей таблице. |                                                                    |
| \| Пример \| Описание \| \| ------------ \| ------------------------------------------------------------------ \| \| 1 \| Победитель \| \| 2 \| Второе место \| \| 3 \| Третье место \| \| 5 \| Финишировал, заработав очки \| \| Сход \| Не финишировал, но при этом заработал очки \| \| 12 \| Финишировал, не получив очков \| \| НКЛ \| Финишировал, но не попал в финальную классификацию \| \| 15 \| Участвовал вне зачёта, либо по отдельной классификации \| \| 18 \| Не финишировал, но попал в финальную классификацию \| \| Сход \| Не финишировал \| \| НКВ \| Не прошёл квалификацию \| \| НПКВ \| Не прошёл предквалификацию \| \| ДСК \| Дисквалифицирован \| \| ИСК \| Исключён из протокола соревнований \| \| ТТ \| Заявлен для участия только в тренировках \| \| НС \| Участвовал в квалификации, но не стартовал в гонке \| \| Т \| Травмирован или болен \| \| ОТК \| Отказ от участия \| \| НТР \| Прибыл на соревнования, но на трассу не выезжал \| \| НПР \| Был заявлен в числе участников, но не прибыл к началу соревнований \| \| О \| Соревнования отменены \| \| \| Не участвовал \| \| Поул-позиция \| \| \| Быстрый круг \| \| |                                                                    |
| Пример | Описание                                                           |
| 1 | Победитель                                                         |
| 2 | Второе место                                                       |
| 3 | Третье место                                                       |
| 5 | Финишировал, заработав очки                                        |
| Сход | Не финишировал, но при этом заработал очки                         |
| 12 | Финишировал, не получив очков                                      |
| НКЛ | Финишировал, но не попал в финальную классификацию                 |
| 15 | Участвовал вне зачёта, либо по отдельной классификации             |
| 18 | Не финишировал, но попал в финальную классификацию                 |
| Сход | Не финишировал                                                     |
| НКВ | Не прошёл квалификацию                                             |
| НПКВ | Не прошёл предквалификацию                                         |
| ДСК | Дисквалифицирован                                                  |
| ИСК | Исключён из протокола соревнований                                 |
| ТТ | Заявлен для участия только в тренировках                           |
| НС | Участвовал в квалификации, но не стартовал в гонке                 |
| Т | Травмирован или болен                                              |
| ОТК | Отказ от участия                                                   |
| НТР | Прибыл на соревнования, но на трассу не выезжал                    |
| НПР | Был заявлен в числе участников, но не прибыл к началу соревнований |
| О | Соревнования отменены                                              |
| | Не участвовал                                                      |
| Поул-позиция |                                                                    |
| Быстрый круг |                                                                    |

| Год  | №  | 1          | 2        | 3          | 4       | 5       | 6       | 7       | 8          | 9          | 10      | 11    | 12    | 13    | 14    | 15    | 16    | Место | Очки |
| ---- | -- | ---------- | -------- | ---------- | ------- | ------- | ------- | ------- | ---------- | ---------- | ------- | ----- | ----- | ----- | ----- | ----- | ----- | ----- | ---- |
| 2009 | 25 | ВАЛ 1 Сход | ВАЛ 2 17 | БРН 1 Сход | БРН 2 5 | СПА 1 2 | СПА 2 4 | БРХ 1 7 | БРХ 2 Сход | ДОН 1 Сход | ДОН 2 8 | ОШЕ 1 | ОШЕ 2 | ИМО 1 | ИМО 2 | КАТ 1 | КАТ 2 | 9     | 20   |